# Nicholas Mukomberanwa
Nicholas Mukomberanwa (Buhera (en), 1940 — Harare, 2000) est un sculpteur et professeur d'art zimbabwéen.
Il est l'un des plus célèbres anciens élèves de l'école de la Workshop School de la galerie nationale du Zimbabwe (en) et un mentor et professeur d'art pour la famille de sculpteurs Mukomberanwa.
Ses œuvres ont été exposées dans des galeries du monde entier et il reste l'un des artistes les plus célèbres du Zimbabwe.

## Biographie

### Jeunesse et formation
Obert Matafi naît en 1940 dans le district de Buhera (en), dans la province de Manicaland, en Rhodésie du Sud (devenue le Zimbabwe). Il est le fils aîné de Chihute, la seconde épouse de son père Marakia. Lorsque celle-ci meurt lorsque Obert n'a que deux ans, il est élevé par Maiguru, la première épouse de Marakia. En 1958, Obert est baptisé Nicholas à la mission St Benedicts, où il prend le nom de famille Mukomberanwa en l'honneur d'un ancêtre.
Nicholas va à l'école primaire de Zvishavani pendant que son père travaille près des mines d'amiante King. L'art n'est pas enseigné à l'école, mais à l'âge de 15 ans, Nicholas réalise sa première sculpture en argile. À l'âge de 17 ans, il est accepté à la mission St Benedicts, à Chiendambuya, où l'on reconnaît ses compétences en peinture et en dessin. On l'encourage alors à rejoindre la mission Serima, dans la province de Masvingo. Là, le père John Groeber (en) encourage la sculpture et l'artisanat du bois et Nicholas découvre un mélange d'iconographie chrétienne traditionnelle et de pièces tribales africaines.

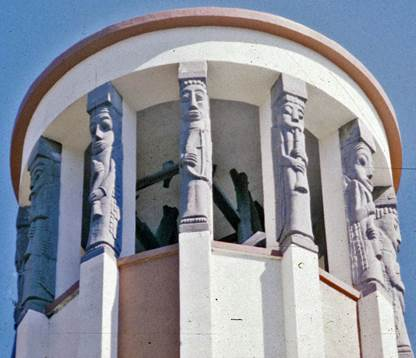
Les anges de ciment de Mukomberanwa à la mission Serima, en 1959.

Mukomberanwa est fortement influencé par les leçons de dessin, de modelage et de sculpture qu'il a apprises de Groeber et du professeur d'art de l'école, le sculpteur renommé Cornelius Manguma. Mukomberanwa réalise ses premières œuvres d'art alors qu'il est encore étudiant, produisant six sculptures pour l'église de Serima. Il s'agit notamment de quatre anges en ciment dans la tour, ainsi que de deux anges en bois pour la chapelle.

### Débuts
Cependant, après une année productive à Serima, Mukomberanwa est expulsé et déménage à Salisbury (aujourd'hui Harare), où il accepte un poste d'officier dans la police britannique d'Afrique du Sud, qu'il occupe pendant 15 ans (1962-76). Même si son année à Serima est brève, son style est façonné de manière décisive par ses expériences là-bas. Son travail est typiquement architectural, sculpté sur un seul côté. De plus, dans ses dernières phases géométriques, il s'appuie fortement sur les motifs appris à Serima.
Nicholas continue à dessiner sur son temps libre et, en 1962, il rencontre Frank McEwen (en), alors directeur de la galerie nationale de Rhodésie (aujourd'hui la galerie nationale du Zimbabwe (en)), qui l'encourage à se lancer dans la sculpture sur pierre. McEwen lui fournit les matériaux et la formation dans un atelier au sous-sol de la galerie, où plusieurs sculpteurs shona peuvent s'exercer en sécurité. Mukomberanwa sculpte pendant son temps libre, produisant sa première pièce en pierre, The Thief. Grâce à McEwen, la « première génération » de nouveaux sculpteurs shona a bénéficié d'une exposition internationale malgré les sanctions imposées à la Rhodésie du Sud entre 1965 et 1980. Les œuvres de Mukomberanwa rejoignent celles d'autres membres importants de la Workshop School (école de l'atelier), tels que Sylvester Mubayi (en), Joram Mariga (en) et Joseph Ndandarika (en). Les premières œuvres de nombreux artistes de la première génération, dont trois de Mukomberanwa, font partie du legs McEwen au British Museum.

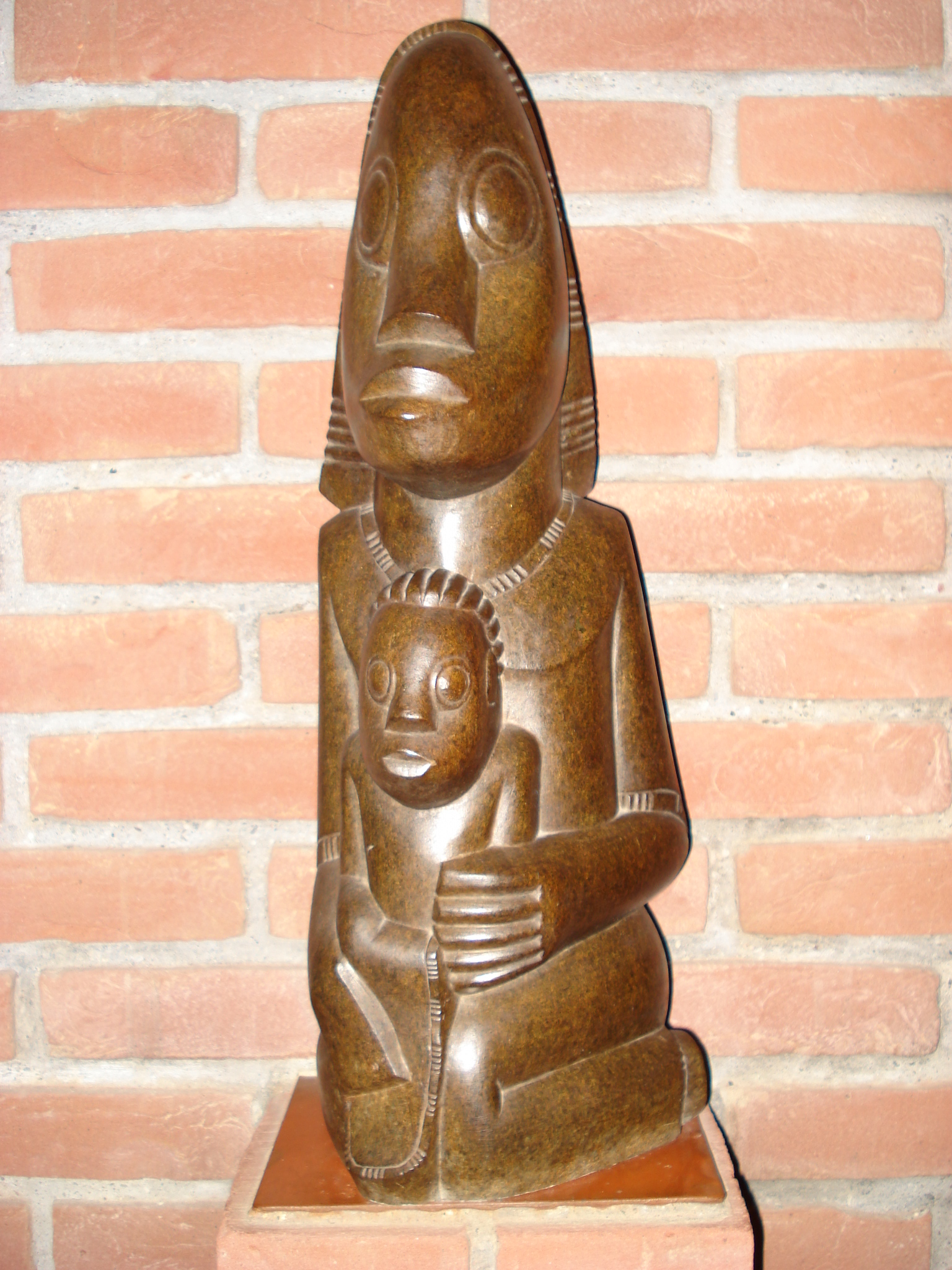
Mère et enfant, 1965.

Mukomberanwa épouse en 1965 sa première épouse, Grace (en), elle aussi sculptrice, avec qui il a huit enfants.
De 1964 à 1973, année où Frank McEwen résigne de la galerie nationale, Nicholas Mukomberanwa expose à plusieurs reprises à l'international sous le patronage de McEwen. En 1969, notamment, l'épouse de ce dernier, Mary McFadden (en), crée Vukutu, une ferme de sculptures près de Nyanga, à l'est du pays, et en 1970, McEwen fait en sorte que Mukomberanwa prenne un congé sabbatique de la police et y passe 6 mois pour travailler sur de grandes pièces de serpentine noire de Penhalonga (en), un village minier de la province de Manicaland, qui font partie de l'exposition « Sculpture Contemporaine des Shonas d’Afrique », au Musée Rodin de Paris, en 1971.

### Carrière professionnelle
En 1976, Nicholas démissionne de la police pour devenir sculpteur professionnel et il expose l'année suivante ses œuvres à guichets fermés à la Goodman Gallery de Johannesburg, en Afrique du Sud. En 1978, il achète une ferme près de Ruwa à Roy Guthrie, fondateur du Chapungu Sculpture Park (en), et c'est là qu'il s'installe avec ses épouses (il a épousé sa seconde femme Betty en 1976) et sa famille. Avec les revenus de ses œuvres, Mukomberanwa investit dans des terres agricoles et est considéré par beaucoup comme l'un agriculteur très compétents. Au fur et à mesure que ses exploitations agricoles s'étendent, il s'appuie de plus en plus sur les membres de sa famille pour accomplir les tâches laborieuses de la sculpture, comme le polissage.
Il continue à beaucoup exposer dans les années 1980, puis continue à affiner ses compétences au cours de la décennie suivante, développant l'un des styles personnels les plus distinctifs de sa génération de sculpteurs sur pierre zimbabwéens.
Au cours de ses premières années, le « mouvement de la sculpture shona » a été décrit comme une « renaissance artistique », un « phénomène artistique » et un « miracle ». Les critiques et les collectionneurs n'arrivaient pas à comprendre comment un genre artistique avait pu se développer avec autant de vigueur, de spontanéité et d'originalité dans une région d'Afrique qui ne possédait pas le grand héritage sculptural de l'Afrique de l'Ouest et qui avait été décrite auparavant, en termes d'arts visuels, comme artistiquement stérile,,,.
En juin-juillet 1993, Nicholas Mukomberanwa est rejoint par ses quatre fils Anderson (en) (né en 1968), Malachia (né en 1970), Tendai (en) (né en 1974) et Lawrence (en) (né en 1976) pour présenter une exposition de leurs sculptures au Chapungu Sculpture Park (en), à Harare.
Nicholas Mukomberanwa meurt soudainement à Harare le 12 novembre 2000. Tous ses enfants sont devenus sculpteurs : ses fils Anderson, Malachia, Tendai, Lawrence et Taguma (en), et ses filles Netsai (en) et Ennica (en).

## Œuvre
Nicholas Mukomberanwa a été un pionnier du mouvement de la sculpture contemporaine shona.
Ses sculptures représentent des formes humaines à différents niveaux d'abstraction et parfois des animaux, des oiseaux ou des sentiments spirituels. La plupart sont très polies, mais il oppose parfois des sections lisses à des zones très rugueuses. Il travaille principalement dans la pierre dure, utilisant des matériaux locaux tels que la pierre d'opale, la pierre de cobalt et d'autres serpentines, notamment une variante locale appelée springstone trouvée à Tengenenge (en). Ulli Beier décrivait déjà les sculptures de Mukomberanwa en 1968 :

« La sculpture de Mukomberanwa est pleine d'idées et d'inventions, il a une grande variété d'attitudes et d'expressions et il aime représenter des grappes entières de figures entrelacées. Il travaille dans de nombreuses pierres différentes, utilisant continuellement des textures et des couleurs. L'ambiance de ses sculptures est toujours méditative, parfois religieuse, et elles sont d'une très grande qualité. »

Sur les thématiques abordées, Celia Winter-Irving (en) décrit la démarche de l'artiste en ces termes :

« Contrairement à beaucoup d'autres sculpteurs, Mukomberanwa parle de son expérience personnelle plutôt que de raconter ce qu'il a entendu ou ce qu'on lui a dit. Pour lui, les croyances doivent être vécues personnellement plutôt que d'être observées de manière coutumière. Au fil des ans, son travail a montré un sens du soutien spirituel croissant qui a soutenu son art. »

## Conservation

### Musées
Les œuvres de Mukomberanwa sont conservées dans de grands musées à travers le monde, parmi lesquels :
- États-Unis
  - Museum of Modern Art, New York
  - Musée Field, Chicago
  - Musée d'Art d'Indianapolis, Indianapolis[4]

- Royaume-Uni
  - British Museum, Londres[6]

- Zimbabwe
  - Galerie nationale du Zimbabwe (en), Harare

### Espace public
Des œuvres de Nicholas Mukomberanwa font partie de l'exposition permanente de sculptures zimbabwéennes de l'aéroport international Hartsfield-Jackson d'Atlanta, « Zimbabwe Sculpture: a Tradition in Stone ».

## Prix et reconnaissance
L'une des œuvres de Nicholas, intitulée The Chief, a été représentée sur un timbre zimbabwéen émis pour commémorer la journée du Commonwealth le 14 mars 1983. Elle constituait la valeur de 1 dollar dans une série complétée par des œuvres de Henry Munyaradzi, Joseph Ndandarika (en) et John Takawira (en).
En 1986, le Premier ministre Robert Mugabe décerne à Nicholas Mukomberanwa un prix spécial pour sa contribution aux arts visuels du Zimbabwe. En 1989, Mukomberanwa est le grand gagnant de l'exposition annuelle Nedlaw / Baringa à la galerie nationale du Zimbabwe (en) pour son œuvre Street Beggar et est choisi avec Tapfuma Gutsa et Henry Munyaradzi pour représenter le Zimbabwe à l'exposition de New York « Contemporary African Artists - Changing Tradition »,.